# Sidui (köpinghuvudort i Kina, Jiangsu Sheng, lat 34,42, long 119,47)
Sidui är en köpinghuvudort i Kina. Den ligger i provinsen Jiangsu, i den östra delen av landet, omkring 270 kilometer norr om provinshuvudstaden Nanjing. Antalet invånare är 23 524. Befolkningen består av 11 366 kvinnor och 12 158 män. Barn under 15 år utgör 22,0 %, vuxna 15-64 år 68 %, och äldre över 65 år 9,0 %.
Runt Sidui är det tätbefolkat, med 709 invånare per kvadratkilometer. Närmaste större samhälle är Tuhe, 12,0 km sydost om Sidui. Trakten runt Sidui består till största delen av jordbruksmark.
Genomsnittlig årsnederbörd är 1 055 millimeter. Den regnigaste månaden är juli, med i genomsnitt 294 mm nederbörd, och den torraste är januari, med 14 mm nederbörd.